# Xesibeland

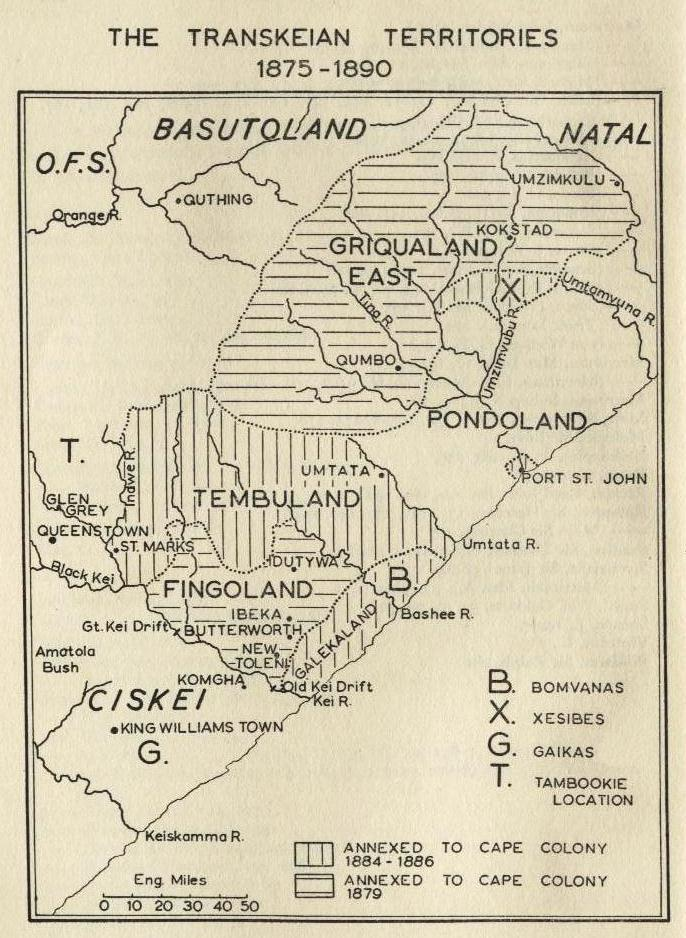
Carte du Transkei (1875-1890)

Le Xesibeland était une ancienne région d'Afrique du Sud située entre le Griqualand Est et le Pondoland, autour du mont Ayliff. Le Xesibeland était le territoire du peuple Xesibe (ou amaXesibe), étroitement lié aux peuples Mpondo et Mpondomise.

## Histoire
Quand les Britanniques séparèrent le Xesibeland du Pondoland, dont il faisait alors partie, cela engendra de la colère de la part des Mpondo. Le 20 octobre 1886, les Mpondo envahirent le Xesibeland, brûlant des kraals et y causant le désordre. Pour eux, le Xesibeland devait faire partie de leur territoire, car la région n’étant pas aussi surpeuplée que d’autres parties du Pondoland, elle pouvait accueillir une population plus nombreuse. Environ 10000 Mpondos se concentrèrent sur la frontière après l’invasion, et après avoir livré quelques batailles, l’ordre fut finalement rétabli en décembre de la même année. À cette époque, le chef des Mpondos était Umquieka. Le Xesibeland fut définitivement annexé à la colonie du Cap par les Britanniques en 1886.